# Holý vrch (Góry Kamienne)
Holý vrch (546 m n.p.m.) – góra w północnych Czechach, w Sudetach Środkowych, w Górach Kamiennych, w paśmie Gór Suchych (cz. Javoří hory).
Wzniesienie położone w Sudetach Środkowych, w Górach Kamiennych, w środkowej części pasma Gór Suchych, w bocznym grzbiecie, odchodzącym ku południowi na południe od Kościelca. Za kulminacją Jelení vrch grzbiet znacznie się obniża. Jego wysokość rośnie dopiero w Holým vrchu. Wschodnie zbocza wierzchołka i całego grzbietu są łagodne, natomiast zachodnie stromo opadają w dolinę Uhlířské údolí.
Na wschodzie leży miejscowość Heřmánkovice.
Grzbiet, wierzchołek i wschodnie zbocza pokryte są łąkami, pastwiskami i polami. Zachodnie i częściowo południowe są zalesione.
Cały masyw znajduje się w Obszarze Chronionego Krajobrazu Broumovsko.